# Echinopsis pugionacantha
Echinopsis pugionacantha là một loài thực vật có hoa trong họ Cactaceae. Loài này được Rose & Boed. mô tả khoa học đầu tiên năm 1931.